# Manggihan
Manggihan is een bestuurslaag in het regentschap Semarang van de provincie Midden-Java, Indonesië. Manggihan telt 1548 inwoners (volkstelling 2010).